# Sergei Sergejewitsch Bernazki
Sergei Sergejewitsch Bernazki (russisch Сергей Сергеевич Бернацкий; * 1. März 1982 in Woskressensk, Russische SFSR) ist ein ehemaliger russischer Eishockeyspieler, der zuletzt beim HK Sotschi aus der Kontinentalen Hockey-Liga unter Vertrag stand.

## Karriere
Sergei Bernazki begann seine Karriere als Eishockeyspieler bei Chimik Woskressensk, für dessen zweite Mannschaft er in der Saison 1999/2000 in der drittklassigen Perwaja Liga aktiv war. Anschließend spielte der Verteidiger zwei Jahre lang für die Profimannschaft des HK ZSKA Moskau in der Wysschaja Liga, der zweiten russischen Spielklasse. Mit dem ZSKA stieg er in der Saison 2001/02 in die Superliga auf. Anschließend schloss sich die Mannschaft wieder mit dem ursprünglichen HK ZSKA Moskau zusammen und Bernazki wechselte innerhalb der Liga zum Stadtnachbarn Krylja Sowetow Moskau. Mit seinem neuen Verein stieg er in seinem Rookiejahr in der höchsten russischen Spielklasse ab, spielte jedoch ohnehin nur sechs Mal im Saisonverlauf für Krylja Sowetow, während er die restliche Spielzeit beim Zweitligisten Neftjanik Almetjewsk verbrachte. In den folgenden Jahren wurde er Stammspieler bei Krylja Sowetow in der zweiten Liga und erreichte in der Saison 2005/06 mit seiner Mannschaft den Wiederaufstieg in die Superliga. 
Im zweiten Anlauf setzte sich Bernazki in der Superliga durch und bereitete in der Saison 2006/07 für Krylja Sowetow Moskau in 34 Spielen fünf Tore vor. Am Saisonende musste die Mannschaft den abstieg hinnehmen und der Russe wechselte innerhalb der Superliga zu Neftechimik Nischnekamsk. 
Ab der Saison 2008/09 stand er für Neftechimik in der neu gegründeten Kontinentalen Hockey-Liga auf dem Eis, ehe er 2011 zusammen mit Renat Mamaschew zum HK Metallurg Magnitogorsk wechselte.

## Erfolge und Auszeichnungen
- 2002 Aufstieg in die Superliga mit dem HK ZSKA Moskau
- 2006 Aufstieg in die Superliga mit Krylja Sowetow Moskau

## KHL-Statistik
(Stand: Ende der Saison 2010/11)